# Remigio Ferretti
Remigio Ferretti (Monopoli, 25 settembre 1921 – Monopoli, 17 maggio 1991) è stato un letterato, saggista e poeta italiano.

## Biografia
Ferretti nasce nel 1921 a Monopoli da Raffaele Ferretti, e Madia Pirrelli. Compie gli studi primari e secondari nella città natale, conseguendo la maturità classica presso il liceo Galileo Galilei.
Combattente, reduce e capitano di fanteria in congedo, dopo aver atteso agli studi di filologia moderna presso le università di Roma e Bari sotto la guida di illustri maestri, tra cui Funaioli, Schiaffini, Gentile, Ghisalberti e Sansone, si è laureato nel 1946 presso l'università di Bari col massimo dei voti. Nello stesso anno si è proposto come assistente volontario, lavorando per un biennio col professor Giovanni Masi presso l'università per la cattedra di Storia moderna alla facoltà di Lettere. Nel 1954 ha conseguito la laurea in giurisprudenza a Bari con il professor Aldo Moro come relatore con una tesi su Il delitto politico. La sua passione per le lettere lo ha spinto a riproporsi per la cattedra di Letteratura e lingue italiane tenuta dal professor Ferruccio Ulivi alla facoltà di Lingue straniere da cui ha potuto apprendere per un triennio dal 1958 al 1961.
Per meriti nel «disimpegno di pubbliche cariche e di attività svolte ai fini sociali e per lunghi e segnalati servizi nella carriera civile e militare», nel 1975 su proposta della Presidenza del Consiglio dei Ministri gli è stato conferito il titolo di Grande Ufficiale dell'Ordine al merito della Repubblica Italiana. Commissario e consigliere provinciale del comitato barese dell'Istituto per la storia del Risorgimento italiano, socio dell'Accademia tiberina e della Società di storia patria per la Puglia, nel 1983 gli è stato assegnato il «Premio di Cultura» della Presidenza del Consiglio dei ministri.
È intervenuto al convegno internazionale Monopoli nell'età del Rinascimento con una chiosa su Muzio Sforza e la Polonia nel 1985.
Ordinario di Lettere italiane e latine, ha prestato servizio per circa un trentennio presso il liceo classico Galileo Galilei di Monopoli ed esercitato anche la professione forense fino al dicembre 1990. Per la sua carriera poetica-letteraria ha ricevuto riconoscimenti e consensi da critici e giornalisti noti, quali Francesco Tateo, Michele Dell'Aquila, Ruggero Stefanelli, Vanni Ronsisvalle, Raffaele Nigro, Raffaella Lovascio, Giuseppe Giacovazzo, Gianni Custodero, Silvestro Prestifilippo e altri. Inoltre, ha collaborato a varie riviste e quotidiani nazionali – II Messaggero, Annali della Pubblica Istruzione, Montecitorio – e fogli regionali e locali.
come non mai,

quando

ognora più tarda, la sera,

tu sorgi

dal nero sudario

del mare...»
(Remigio Ferretti, Luna, sorella mia)
È scomparso nel 1991 all'età di 69 anni.

### La politica
Iscritto al partito della Democrazia Cristiana dal 1946, è stato consigliere del comune di Monopoli dal 1952 al 1975, ricoprendo la carica di assessore alla Pubblica Istruzione dal 1955 al 1956 e assessore ai Lavori Pubblici dal 1956 al 1958. Nel 1961 è stato eletto sindaco di Monopoli amministrandovi per un decennio fino al 1970, durante il quale ha contribuito allo sviluppo della città pugliese, promuovendo la creazione di nuove scuole, impianti sportivi tra cui il Palazzetto dello Sport "Nino Gentile" e servizi sociali, la costruzione di infrastrutture (grande circonvallazione, rete del metano, teleselezione), l'insediamento di complessi industriali come la Ceramica delle Puglie (oggi demolita), e l'inserimento della città nel comprensorio dei Trulli e delle Grotte.
Il 1 gennaio 2012 il comune di Monopoli, d'intesa con la prefettura di Bari, ha decretato l'intitolazione a Remigio Ferretti di una nuova strada, prospiciente la chiesa del Sacro Cuore di Gesù, che collega via Fiume con il lungomare Ungaretti.

## Premi e riconoscimenti
- Premio di Cultura della Presidenza del Consiglio dei Ministri, 1983[10][11]
- Il comune di Monopoli gli ha dedicato una strada per il cospicuo contributo allo sviluppo culturale e territoriale della città.[25]

## Opere

### Poesia
- Stefano Alò  –  Elsa Raimondi  –  Luigi Reho  –  Luigi Russo, Quaderno di poesie, Monopoli, Di Palma, 1948.
- Ballata al Vespro, Bari, Dedalo, 1965, OCLC 956009225, SBN SBL0281054.[21]
- L'uomo sul filo, Fasano, Schena Editore, 1974, OCLC 955926642, SBN SBL0576250.[18]
- Clessidra, prefazione Michele Dell'Aquila - copertina Luigi Russo, Fasano, Schena Editore, 1983, OCLC 955246369, SBN CFI0008752.[16][17]

### Saggistica
- Muzio Sforza e l'Orazione in lode di Porzia, prefazione di Luigi Russo, copertina di Michele Schiralli, Bari, Ed. Levante, novembre 1980, OCLC 11556392, SBN TO00566424.[14][15][19][20][26][27][28][29][30][31][32]

Il suo saggio è stato oggetto di studio dell'università di Salerno per la rivista Europa Orientalis (1986) e dell'università del New Jersey per la rivista Nemla Italian Studies (2006), ed è presente in alcuni archivi di università americane ed europee, nonché in varie biblioteche italiane.

## Opere postume
- Le mie mani..., prefazione Francesco Tateo, Roma, Vivere In, 1995, OCLC 955723096, SBN NAP0154438.